# زخرط ورقي
الزخرط الورقي أو الذُّبَحُ الورقي أو الغاجية الورقية (باللاتينية: Gagea foliosa) نوع نباتي يتبع جنس الزخرط من الفصيلة الزنبقية.

## الموطن والانتشار
النبات واطن في المغرب العربي وبلاد الشام وتركيا وإيطاليا وفرنسا.